# Dasoguz
Dasoguz (tidligere Tashauz) er en by i det nordlige Turkmenistan, med et indbyggertal (pr. 1999) på cirka 166.000. Byen er hovedstad i en provins af samme navn, og ligger på grænsen til nabolandet Usbekistan.